# Вацлав Рейзінгер
Вацлав Рейзінгер (чеськ. Václav Reisinger), Юліус Венцель Райзінгер (нім. Julius Wenzel Reisinger; 14 лютого 1828, Прага — 12 грудня 1893, Берлін) — чеський артист балету, балетмейстер, автор понад 20 постановок на сценах європейських театрів. У 1873—1878 роках очолював трупу Большого театру в Москві. 19 червня 1884 року відбулася прем'єра його балету «Гашиш» в Національному театрі Праги, цю дату вважають днем народження чеського балетного театру.

## Біографія
Навчався в Паоло Райнольді, який працював у Празі в 1840-х роках. У 1842—1852 роках — соліст балетної трупи в Празі, був партнером Люсіль Ґран під час її празьких гастролей 1850—1851 років; виконував партії Іларіона (Ганса) в «Жизелі» і Феба в «Есмеральді». Потім виступав у Дрездені, Гамбурзі, Бремені. В 1860 році повернувся в Чехію як балетмейстер Ставовського театру в Празі, з 1862 — одночасно балетмейстер Тимчасового театру (Прага). У 1864—1872 — керував балетною трупою в Лейпцигу, співпрацюючи з німецьким композитором і диригентом Вільгельмом Мюльдорфером, який писав балетну музику.
У 1871 році був запрошений в Москву для постановки балету Мюльдорфера «Попелюшка, або Магічний черевичок» («Сандрільона»). У зв'язку з успіхом вистави, Рейзінгеру було запропоновано постійний контракт. У 1873—1878 роках очолював трупу Большого театру, поставив балети «Перерване усамітнення» Мюльдорфера, «Кощій» Мюльдорфера та Юлія Гербера (обидва 1873), «Стелла» і «Аріадна» Гербера (обидва 1875), «Бабусине весілля» Гербера та Фердінанда Бюхнера (1878).
20 лютого 1877 року відбулася прем'єра балету Петра Чайковського «Лебедине озеро». Ця вистава традиційно вважалася невдалою. Герман Ларош писав, що за хореографією «Лебедине озеро» ледь не найнудніший і найбідніший балет, що є в Росії. Рейзінгер, ставлячи новий балет за усталеними канонами, не зрозумів, що має справу з композитором-реформатором. Його постановка страждала декоративністю, бездієвістю, відсутністю драматизму. Проте деякі мистецтвознавці незгодні з такою оцінкою балету.
Після від'їзду з Москви працював у Штутгарті і Берліні. 1882 року повернувся до Праги, де успішними виставами балетних номерів в операх добився призначення першим головним балетмейстером в новому Національному театрі. Проте вже перша його постановка — східна фантазія «Гашиш» (музика Карела Коваровіца, лібретто Рейзінгера за мотивами Теофіля Готьє), була невдалою. Її настільки погано сприйняла критика, що Рейзінгер був змушений піти у відставку. У 1884—1886 роках повернувся в Росію, працював з цирковою трупою Саламонського. Потім знову переїхав до Німеччини, працював в Берліні, Штутгарті, Нюрнберзі і Дармштадті.
Помер у Берліні 12 грудня 1893 року.